# Niguarda
(Dizionario topografico dei comuni compresi entro i confini naturali dell’Italia, a cura di Attilio Zuccagni-Orlandini, 1861)
Niguarda (Ninguarda o Linguarda in dialetto milanese, IPA: [nĩˈɡwarda] o [lĩˈɡwarda]) è un quartiere  di Milano posto nella zona settentrionale della città e appartenente al Municipio 9 e al NIL n. 14 “Niguarda, Ca’ Granda, Prato Centenaro, Q.re Fulvio Testi”. 
Precedentemente comune autonomo, venne annesso a Milano nel 1923, così come gli era già successo nel 1808 durante il periodo del Regno d'Italia napoleonico, salvo essere nuovamente scorporato nel 1816 col ritorno degli austriaci.

## Storia

Stemma comunale

Si pensa che il nome derivi da un composto di warda, preceduto dall'aggettivo nova (da cui il restringimento di "no-" in "ni-"). Una possibile analogia con Niardo tuttavia consente l'ipotesi di una derivazione da nome germanico (forse Niward), volto al femminile (in dipendenza da casa o villa). Il cognome di un Niguarda di Morbegno, vescovo di Como nel secolo XVI, sarà derivato dal nome del paese.

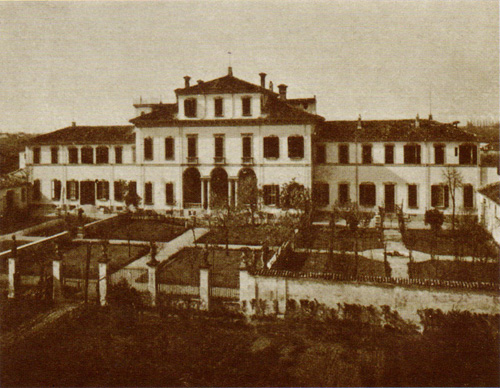
La villa Clerici nel 1913

La prima testimonianza dell'insediamento di Niguarda si ha nel secolo IV, datazione di alcuni reperti archeologici paleocristiani, fra cui un sarcofago rinvenuto durante i lavori di restauro di Villa Corio. In età moderna risultava ancora un piccolo villaggio agricolo con 540 abitanti nel 1751, 865 nel 1771, e 810 nel 1805. Nell'Ottocento la zona è celebre luogo di soggiorno per le famiglie nobili, nota per la salubrità dell'aria di campagna. Si presentava come un borgo contadino, conosciuto per la produzione vinicola e tessile. L'agricoltura era particolarmente fertile grazie alle acque del Seveso. Con l'aumentare della popolazione, anche in conseguenza dell'annessione della Bicocca nel 1841, si ampliò la vecchia chiesa: nel 1837 Giacomo Moraglia la rese più lunga e la dotò della navata destra. Per far fronte alla mancanza di fondi, i niguardesi offrirono la loro manodopera gratuita per l'ampliamento della chiesa. Cinquant'anni dopo, nel 1887, viene aggiunta anche la navata sinistra. Per la realizzazione del campanile si dovrà attendere fino al 1926, quando il quartiere era entrato in Milano come una piccola cittadina: dai 2 231 abitanti del 1861 si era infatti saliti ai 3109 del 1901 e ai 7676 del 1921. Durante la fine della Seconda guerra mondiale, Niguarda è stato il primo quartiere di Milano ad insorgere contro l'occupazione nazifascista, libero dalla sera del 24 aprile 1945.
Niguarda dispone di molteplici accessi al Parco Nord.
Famosa è la annuale festa di Niguarda, strutturata come una sagra con mercatini e bancarelle dei negozi niguardesi e spettacoli. A Niguarda si trovano anche il Teatro della Cooperativa e numerose sedi di partiti politici. 
Per quanto riguarda le scuole, nel quartiere si trovano numerosi nidi e asili, le scuole primarie "Vittorio Locchi" e "Duca degli Abruzzi", la scuola media statale "Gino Cassinis" (che unita alle due scuole primarie va a formare l'Istituto Comprensivo "Vittorio Locchi") e gli istituti superiori "Luigi Galvani" e "Bertrand Russell".
Nel quartiere sorge anche l'Ospedale Maggiore di Niguarda, uno dei più importanti di Milano e dell'intera nazione, accessibile da Viale Ca' Granda, che riprende il nome dall'Ospedale Maggiore - Ca' Granda, costruito per volere di Francesco Sforza (nell'attuale via omonima) nel secolo XV, oggi sede dell'Università Statale di Milano. In realtà, l'ospedale si trova appena fuori dei confini dell'antico comune di Niguarda, che erano delimitati ad occidente proprio dalla prospiciente via Graziano Imperatore.
Negli ultimi anni è stata completata la costruzione di un centro commerciale, finanziata dal gruppo Il Gigante, nella zona confinante tra il quartiere e il comune di Bresso, e la costruzione di un ponte che collega le due parti del Parco Nord divise dall'incrocio stradale di via Ornato, via Aldo Moro e via del Regno Italico; in questo modo si può andare attraverso il parco da Sesto San Giovanni ad Affori senza mai dover attraversare una strada con traffico veicolare. Inoltre nel 2015 è stata terminata la realizzazione del Lago di Niguarda a nord del quartiere.
Dal 2015 è stata aperta al pubblico la Cittadella degli Archivi del Comune di Milano, sita in via Gregorovius, un imponente polo archivistico sede di attività amministrative, artistiche e culturali.

## Monumenti e luoghi d'interesse
- Chiesa di San Martino in Niguarda, costruita nel secolo XII.
- villa Clerici (costruita tra 1722 e 1733, passata poi di proprietà a varie nobili famiglie, tra cui anche Melzi) dal primo proprietario Giorgio Clerici, commerciante di seta, su progetto di Francesco Croce, già architetto della principale guglia del Duomo e del Palazzo Sormani, la villa contiene anche la Galleria d'Arte Sacra dei Contemporanei e numerose organizzazioni sociali come una scuola per l'infanzia, scuole di musica e un Centro di Aggregazione Giovanile, ma anche le ville Trotti (abbattuta nel 2019 per far posto ad un moderno complesso residenziale), Calderara, Mellin (ora sede di un centro di formazione della Polizia di Stato), Lonati (costruita nel Quattrocento, detta anche Cascina Lunara e oggi sede del settore Verde e Agricoltura del Comune di Milano) e Corio (già rifugio dalla peste per lo storico Bernardino Corio, oggi sede della biblioteca comunale, dell'ufficio anagrafe e del comando di polizia locale, in via Passerini).
- trattoria/pizzeria cascina California di inizio Novecento, famosa per il breve passaggio di Buffalo Bill e della sua compagnia.

## Infrastrutture e trasporti
Il quartiere di Niguarda è attraversato da nord a sud dalla strada Valassina che collega Milano (Piazzale Maciachini) a Giussano. All'interno del quartiere, questa strada assume i nomi di via Benefattori dell'Ospedale, via Renato Donatelli, via Graziano e via Luigi Ornato. Presso il quartiere si trova uno dei pochi tratti già costruiti della precedentemente pianificata e mai portata a termine Strada Interquartiere Nord (che nel quartiere assume la denominazione di Via Ettore Majorana), che è la strada che, secondo un progetto in discussione da decenni, avrebbe dovuto collegare tra di loro i quartieri settentrionali di Milano. Al suo posto e con analoga funzione, è in costruzione una tranvia interquartiere nord, da Cascina Gobba a Certosa, al 2024 completata solo in parte.
Il quartiere non è servito da linee metropolitane o ferroviarie. Tuttavia, poco distante dal confine con il quartiere, si trovano, all'interno dell'attiguo quartiere della Bicocca, le stazioni Ponale e Bignami della linea M5 della metropolitana di Milano.
Nel dicembre 2003 nel quartiere, fino ad allora attraversato dalla tramvia interurbana per Desio, è stata inaugurata la nuova linea 4 (Niguarda Parco Nord - Via Ricasoli), la cosiddetta Metrotramvia Nord, la costruzione della quale ha comportato una riqualificazione urbanistica della zona, in particolare della sua parte più settentrionale, presso la Cascina California e verso il confine con Bresso. A partire da quella data, la tranvia Milano-Carate/Giussano ha spostato il proprio capolinea meridionale proprio a Niguarda. A partire dal 30 settembre 2011, questa tranvia interurbana è stata soppressa.
Oltre alla linea tranviaria di cui sopra, altre linee di tram e di autobus, gestite da ATM, collegano Niguarda ai quartieri limitrofi e al centro di Milano: in particolare, al confine con Prato Centenaro transita il tram 5 per il quartiere Ortica.

## Galleria d'immagini

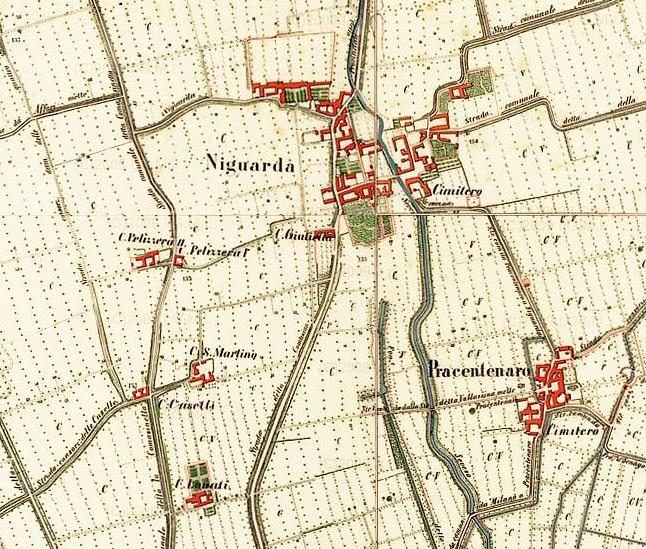
I nuclei storici di Niguarda (attraversato dal Seveso) e Pratocentenaro, nella Carta di Manovra dell'IGM del 1878
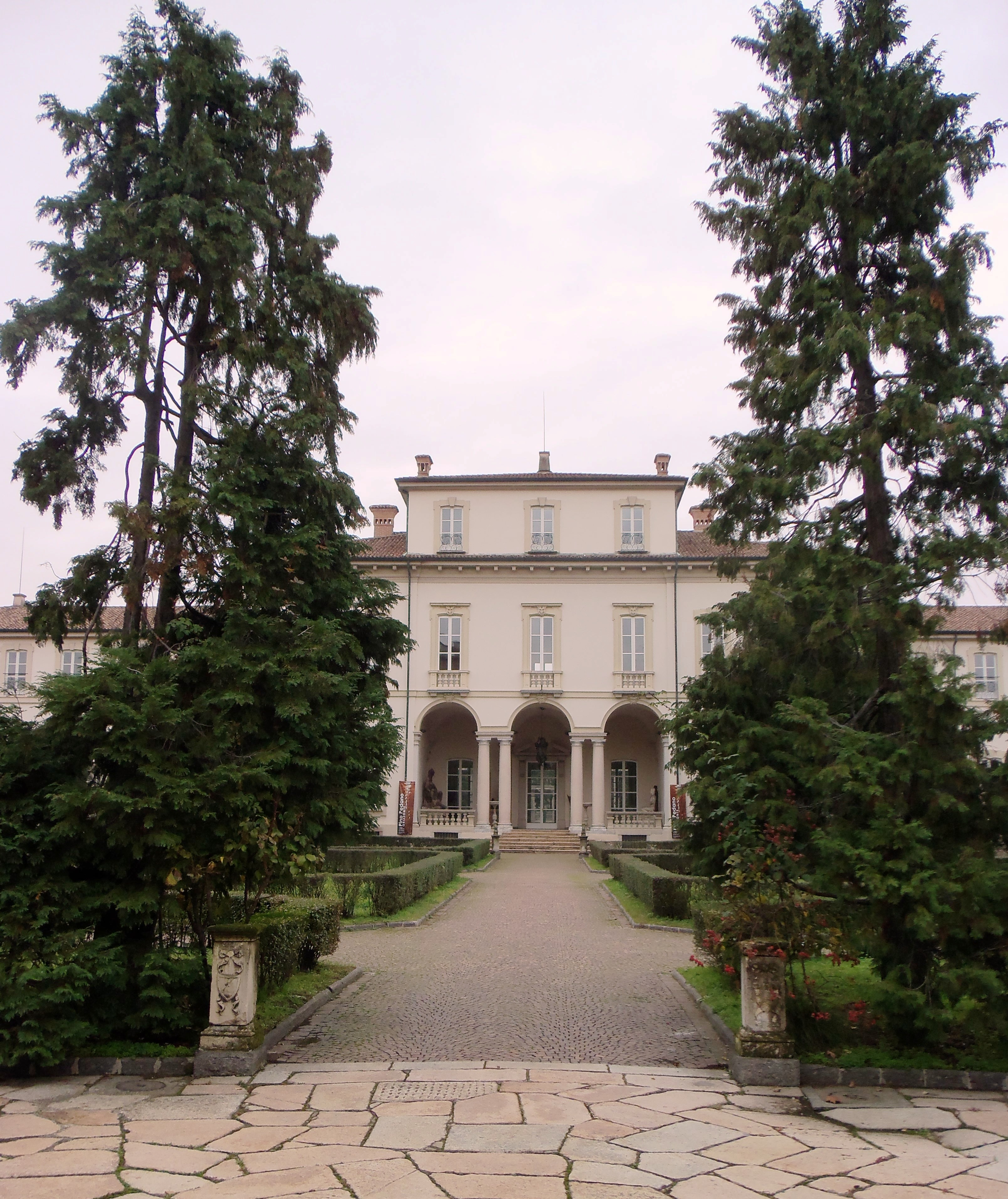
Una veduta di Villa Clerici
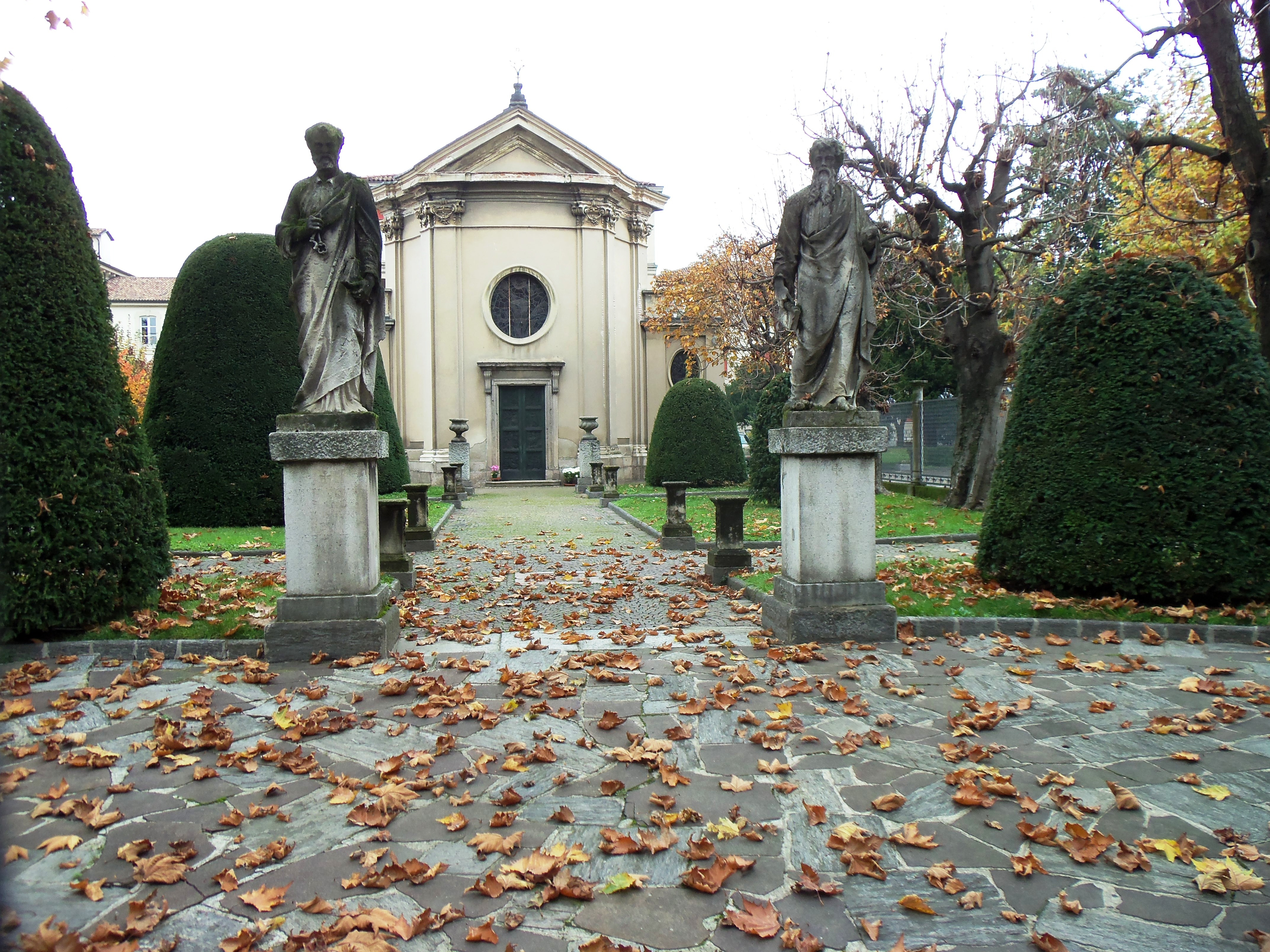
Altra veduta di Villa Clerici
L'ospedale di Niguarda in una fotografia d'epoca
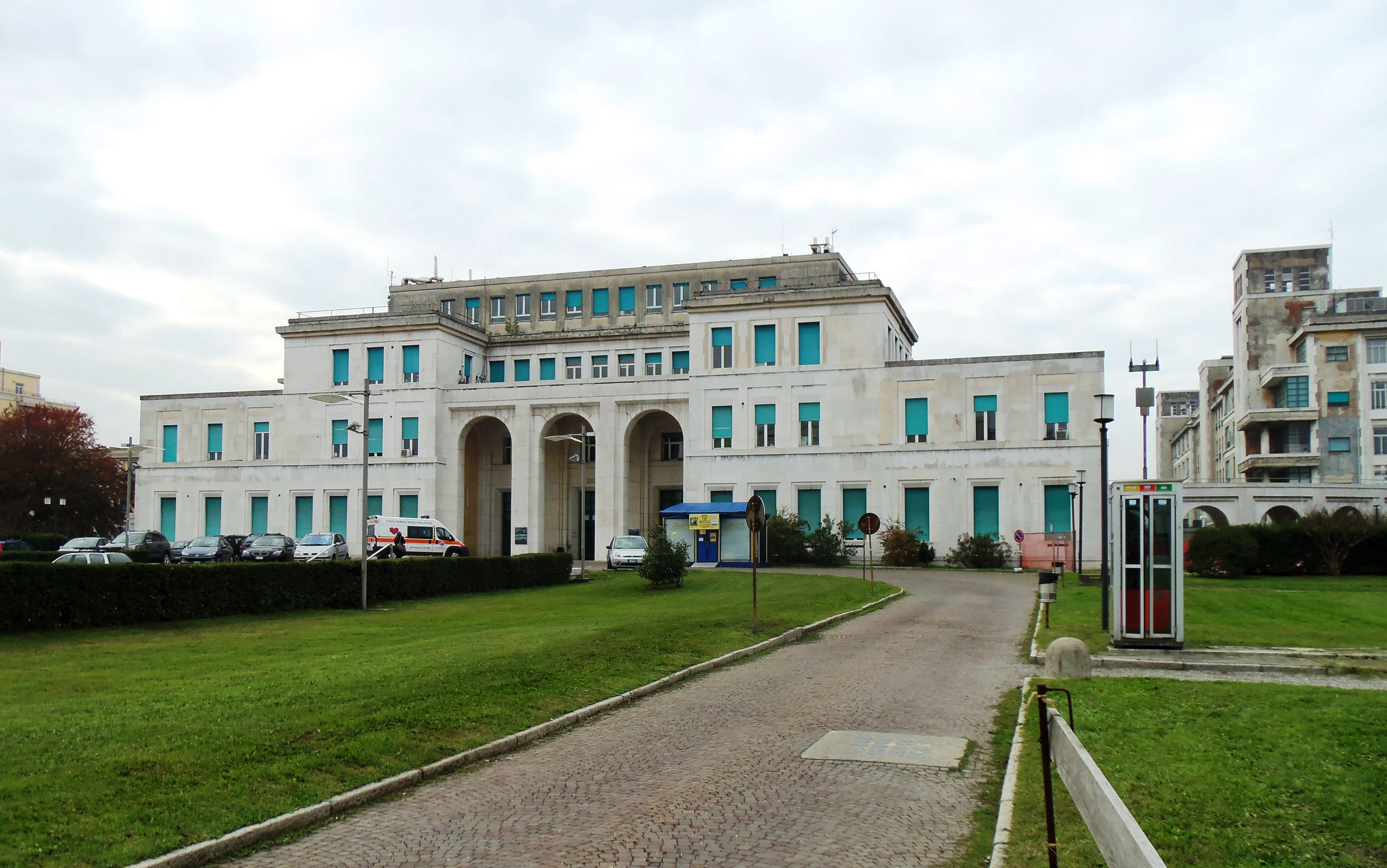
L'ospedale di Niguarda al giorno d'oggi
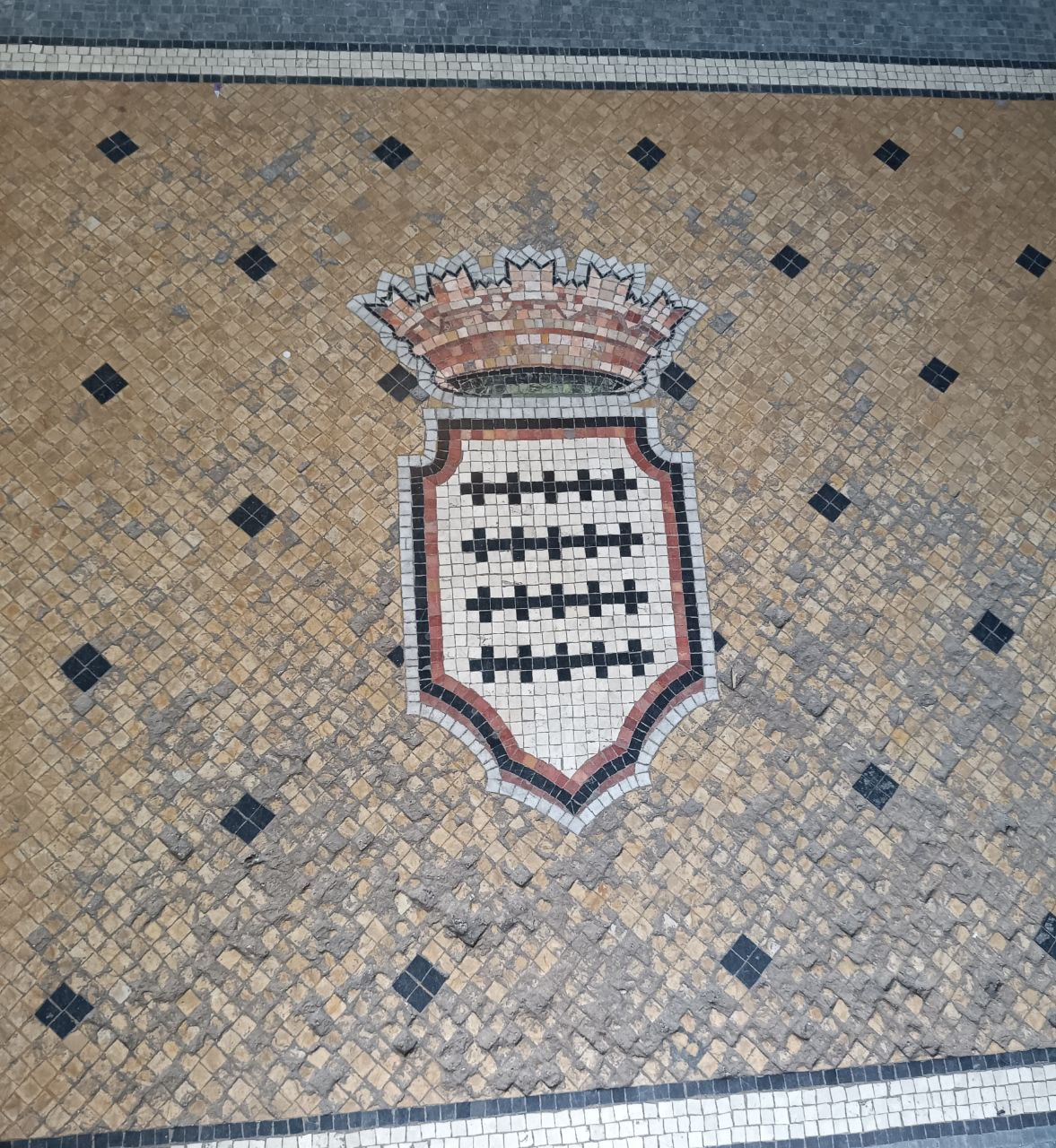
Dettaglio dello stemma sul pavimento di entrata della scuola Vittorio Locchi di via Passerini.